# クルスカル・スゼッケル座標系

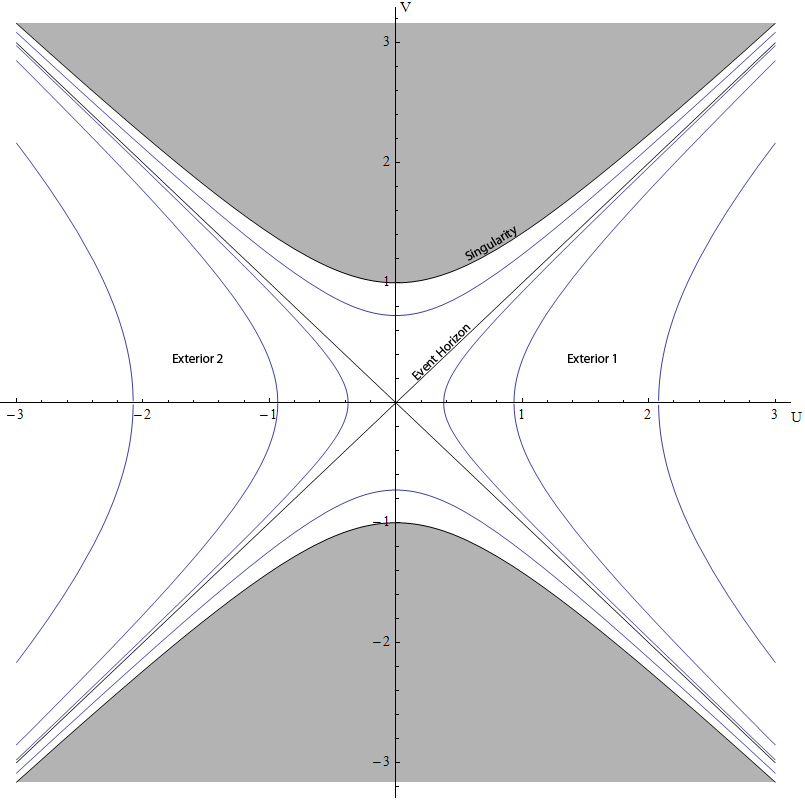
クルスカル図。 それぞれの青い双曲線はシュヴァルツシルト座標での半径一定の事象の組を表している。

クルスカル・セケレシュ座標系、クルスカル・スゼッケル座標系 (Kruskal‐Szekeres coordinates) またはクルスカル座標系は、一般相対性理論において、ブラックホールのシュヴァルツシルト幾何学の座標系である。マーティン・デイヴィッド・クルスカルとセケレシュ・ジェルジにちなみ名付けられた。この座標系の利点は最大限に拡張されたシュヴァルツシルト解全体の時空多様体を含み、物理的な特異点の外側すべての場所でよく振舞うことである。
慣習としてこの記事では計量の符号として(− + + +)を採用し、光速度c = 1 とする。万有引力定数G は明示的に書く。シュヴァルツシルト幾何学の特徴的な質量をM と表す。

## 定義
クルスカル・スゼッケル座標系は次で与えられるシュヴァルツシルト計量 (t , r , θ, φ)：
{\displaystyle ds^{2}=-\left(1-{\frac {2GM}{r}}\right)dt^{2}+\left(1-{\frac {2GM}{r}}\right)^{-1}dr^{2}+r^{2}d\Omega ^{2}}
ここで
{\displaystyle d\Omega ^{2}\ {\stackrel {\mathrm {def} }{=}}\ d\theta ^{2}+\sin ^{2}\theta \,d\phi ^{2}}
は二次元球面S2 の立体角要素
のt とr を新しい時間T と半径R に置き換えた座標系として定義される。外部領域 (r > 2GM ) について
{\displaystyle T=\left({\frac {r}{2GM}}-1\right)^{1/2}e^{r/4GM}\sinh \left({\frac {t}{4GM}}\right)}
{\displaystyle R=\left({\frac {r}{2GM}}-1\right)^{1/2}e^{r/4GM}\cosh \left({\frac {t}{4GM}}\right)}
また内部領域 (0 < r < 2GM ) について
{\displaystyle T=\left(1-{\frac {r}{2GM}}\right)^{1/2}e^{r/4GM}\cosh \left({\frac {t}{4GM}}\right)}
{\displaystyle R=\left(1-{\frac {r}{2GM}}\right)^{1/2}e^{r/4GM}\sinh \left({\frac {t}{4GM}}\right)}
となる。

## 計量
これらの座標系の計量は
{\displaystyle ds^{2}={\frac {32G^{3}M^{3}}{r}}e^{-r/2GM}(-dT^{2}+dR^{2})+r^{2}d\Omega ^{2}}
となる。ここでのr は次の方程式により陰的に定義される。
{\displaystyle T^{2}-R^{2}=\left(1-{\frac {r}{2GM}}\right)e^{r/2GM}}
またはランベルトのW関数W を用いて陽的に書き下すと
{\displaystyle {\frac {r}{2GM}}=1+W\left({\frac {R^{2}-T^{2}}{e}}\right)}
である。
事象の地平線の位置 (r = 2GM ) でこれらの座標系は次のようになる。
{\displaystyle U=T-R}

{\displaystyle V=T+R,}
事象の地平線において計量は良い振る舞いをしていて特異点を持たないことが分かる。

## 光円錐変数
時として、クルスカル・スゼッケル座標系は光円錐変数でも表される。
{\displaystyle U=T-R}

{\displaystyle V=T+R}
このときの計量は次のように与えられる。
{\displaystyle ds^{2}=-{\frac {32G^{3}M^{3}}{r}}e^{-r/2GM}(dUdV)+r^{2}d\Omega ^{2}}
また r は次の方程式により決められる。
{\displaystyle UV=\left(1-{\frac {r}{2GM}}\right)e^{r/2GM}}
これらの座標系の便利な特徴として、外向きのヌル的（または光的）な測地線がU = 一定で与えられること、また内向きのヌル的測地線がV = 一定で与えられることがある。さらに、未来と過去の事象の地平線はU V = 0 で、また曲率の特異点はU V = 1 で与えられる。

## 最大限に拡張されたシュヴァルツシルト解
シュヴァルツシルト座標系とクルスカル・スゼッケル座標系の変換はr > 0, r ≠ 2GM, かつ −∞ < t < ∞で定義される。その範囲において、シュヴァルツシルト座標系は意味を成す。しかしながら、座標系 (T , R ) は物理的な特異点を除いたすべての値に対して拡張することが可能である。許される値は
{\displaystyle -\infty <R<\infty \,}

{\displaystyle T^{2}-R^{2}<1\,}
である。最大限に拡張された解について、r = 0 の点に確かに二つの特異点がある。一つは正のT でもう一つは負のT である。負のT の特異点は、時間が逆方向へ向かうブラックホールであり、ホワイトホールと呼ばれる。粒子はホワイトホールから逃げることが出来るが決して戻ることはできない。
最大限に拡張されたシュヴァルツシルト幾何学はそれぞれシュヴァルツシルト座標系で適応することが可能な四つの領域に分かれる。クルスカル・スゼッケル座標系は一方で全体の時空多様体を含む。四つの領域は事象の地平線により分けられる。
| I   | 外部領域           | {\displaystyle T^{2}-R^{2}<0} and {\displaystyle R>0}   | {\displaystyle 2GM<r}   |
| II  | ブラックホール内部 | {\displaystyle 0<T^{2}-R^{2}<1} and {\displaystyle T>0} | {\displaystyle 0<r<2GM} |
| III | 平行な外部領域     | {\displaystyle T^{2}-R^{2}<0} and {\displaystyle R<0}   | {\displaystyle 2GM<r}   |
| IV  | ホワイトホール内部 | {\displaystyle 0<T^{2}-R^{2}<1} and {\displaystyle T<0} | {\displaystyle 0<r<2GM} |

シュヴァルツシルト座標系の時間t は次の式で与えられる。
{\displaystyle \tanh \left({\frac {t}{4GM}}\right)={\begin{cases}T/R&{\mbox{(in I and III)}}\\R/T&{\mbox{(in II and IV)}}\end{cases}}}
それぞれの領域においてt は −∞ から +∞ に変化し、事象の地平線で無限となる。

## 関連記事
- エディントン・フィンケルシュタイン座標系（英語版）